# Les Faits-divers illustrés
Les Faits-divers illustrés est un magazine hebdomadaire français fondé en 1905 et disparu en 1910.

## Histoire du support

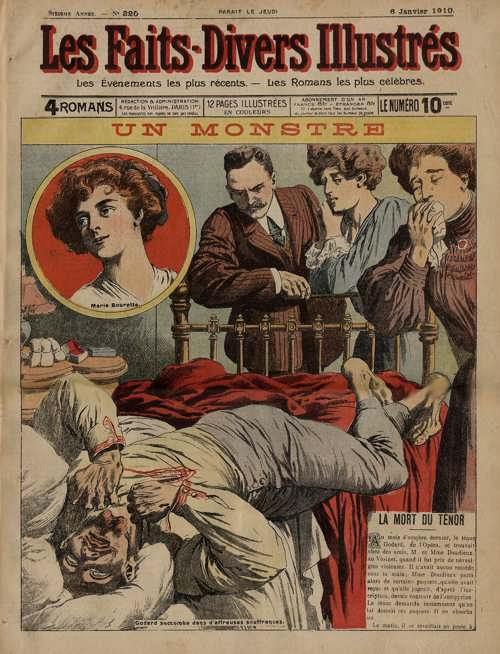
L'un des derniers numéros : des couleurs de plus en plus vives avec une nette dominante du rouge (affaire Marie Bourette, 6 janvier 1910).

Sous-titré « Les événements les plus récents ; les romans les plus célèbres », ce périodique qui sortait le jeudi s'inscrit dans la droite ligne du « roman vrai de la criminalité » tel que The Terrific Register (Londres, 1825), puis The Illustrated Police News (Londres, fondé en 1864) avait commencé d'en inaugurer le genre non sans succès : exploiter à l'aide d'un récit plus ou moins romancé un fait-divers ayant donné lieu à un crime de sang particulièrement sordide. L'ajout d'une illustration hyperréaliste, grandiloquente, et en couleurs sur la une prend sa source dans la presse française, Le Petit Journal illustré aura lancé la mode vingt ans plus tôt et avec un immense succès, le titre annonçant cinq millions d'exemplaires vendus pour le seul supplément en 1900. Selon Dominique Kalifa, « à l'aube de la Grande Guerre, la ferveur pour les récits de crimes devient un véritable phénomène de société ». Il convient aussi de signaler la vogue du Grand-Guignol qui, à Paris du moins, ensanglanta durant les années 1890 les scènes des théâtres avec des spectacles de plus ou moins bon goût, et la diffusion sensiblement importante de romans populaires de mœurs vendus 5 sous et imprimés sur papier de basse qualité à partir des « journaux-romans » illustrés de gravures (1850-1880) signés Élie Berthet ou Xavier de Montépin, par exemple.
Un premier hebdomadaire intitulé « Faits divers » était paru en France en 1862 mais il semble que personne n'en ait gardé la trace. Toujours est-il que Les Faits-Divers illustrés propose durant cinq ans un catalogue de meurtres en général et de catastrophes en particulier, situés en France mais aussi parfois à l'étranger. La première et la dernière page sont en quadrichromie mais l'intérieur l'est aussi, une page sur deux. Il se compose de quatre romans feuilletons écrit à l'aide d'adjectifs empruntant au registre de l'excès, illustrés par une image centrale. L'avant dernière page est entièrement composée de publicités en noir. Le magazine se clôt par la « Revue illustrée de la semaine », une planche de petites vignettes en général grossières et non signées, qui s’apparenterait à un style qualifié a posteriori de « gore ». L’ambiguïté entre traitement fictionnel et référence à des faits réels est savamment bien dosée : la une joue sur les codes de l'actualité et du réalisme en reprenant la technique de mise en page des grands suppléments dominicaux illustrés ; la dernière page annonce tirer ses sources « d'après [des] correspondants particuliers ».
Qui se cache derrière ce magazine ? L. Mistral est signalé comme gérant (il sera remplacé par G. Girin, puis par P. Vernier). Le siège du journal se situe à Paris au 4 rue La Vrillière, autrement dit en face de la Banque de France puis migre au 83 rue de l'Ouest : il s'agit des éditions Rouff, qui publient également des fascicules illustrés dont Le Conteur populaire et les « Pochettes Rouff ». Le 17 mars 1910, le magazine commence une nouvelle série, abaissant son prix à 5 centimes et sa pagination à huit pages toujours imprimées chez Charaire à Sceaux, annonçant qu'il sort désormais les mercredis...
Ce magazine fut entre autres imité et sans doute concurrencé par L'Œil de la police qui livre son premier numéro le 25 janvier 1908.

## Illustrateurs
Les illustrations étaient principalement non signées mais l'éditeur indiquait sur les volumes vendus aux abonnés les noms de certains de ses contributeurs tels que Jules Desprès, Peka, Félix Régamey, Osvaldo Tofani...